# رائول انتره‌ریوس
رائول انتره‌ریوس (اسپانیایی: Raúl Entrerríos‎؛ زادهٔ ۱۲ فوریهٔ ۱۹۸۱) بازیکن هندبال اهل اسپانیا است.
از باشگاه‌هایی که در آن بازی کرده‌است می‌توان به باشگاه هندبال بارسلونا اشاره کرد.